# Андреа Джеймс
Андреа Джин Джеймс (англ. Andrea Jean James; нар. 16 січня 1967 року) — американська транс-жінка та активіст ЛГБТ-руху, кінопродюсер, режисер та блогер.

## Освіта та кар'єра
Джеймс виросла в Індіані і навчалася у коледжі Вабаш, де вивчала англійську, латину та грецьку мови. Після завершення коледжу у 1989 році, вона отримала ступінь магістра англійської мови та літератури в Чиказькому університеті. Завершивши навчання, Джеймс писала рекламні тексти для чиказьких рекламних агенцій, працюючи у бізнесі десять років. Отриманий досвід мотивував її залишитися у сфері споживацької активності, з особливим інтересом до медичного та академічного шарайства.
2003 року спільно із авторкою та естрадною артисткою Кальпернією Адамс вона заснувала компанію Deep Stealth Productions, щоб створювати контент за допомогою та для трансгендерних людей. Вона вела навчальну програму «Знаходячи твій жіночий голос» (англ. Finding Your Female Voice). У 2004 році вона продюсувала та грала у першому трансгендерному складі «Монологи вагіни» — дебютній п'єсі Ів Енслер. Джеймс також була консультантом та знялася у документальному фільмі про захід — «Прекрасні дочки» (англ. Beautiful Daughters).
Джеймс була консультантом-сценаристом для фільму «Трансамерика» (2005), допомагаючи акторці Фелісіті Гаффман підготуватися до ролі транссексуальної жінки. Вона також знялася у документальному сюжеті HBO Middle Sexes: Redefining He and She (2005), а у 2007 році сама зняла короткий фільм «Розкидаючи перли» (англ. Casting Pearls). Також вона була продюсером-консультантом і знялася у телесеріалі Transamerican Love Story на каналі Logo у 2008 році. 2009 року вона зняла ще один короткий фільм — Transproofed.
2012 року Джеймс стала співзасновником Thought Moment Media. Вона зняла концертний фільм на Showtime — Alec Mapa: Baby Daddy.

## Письменниця й активіст

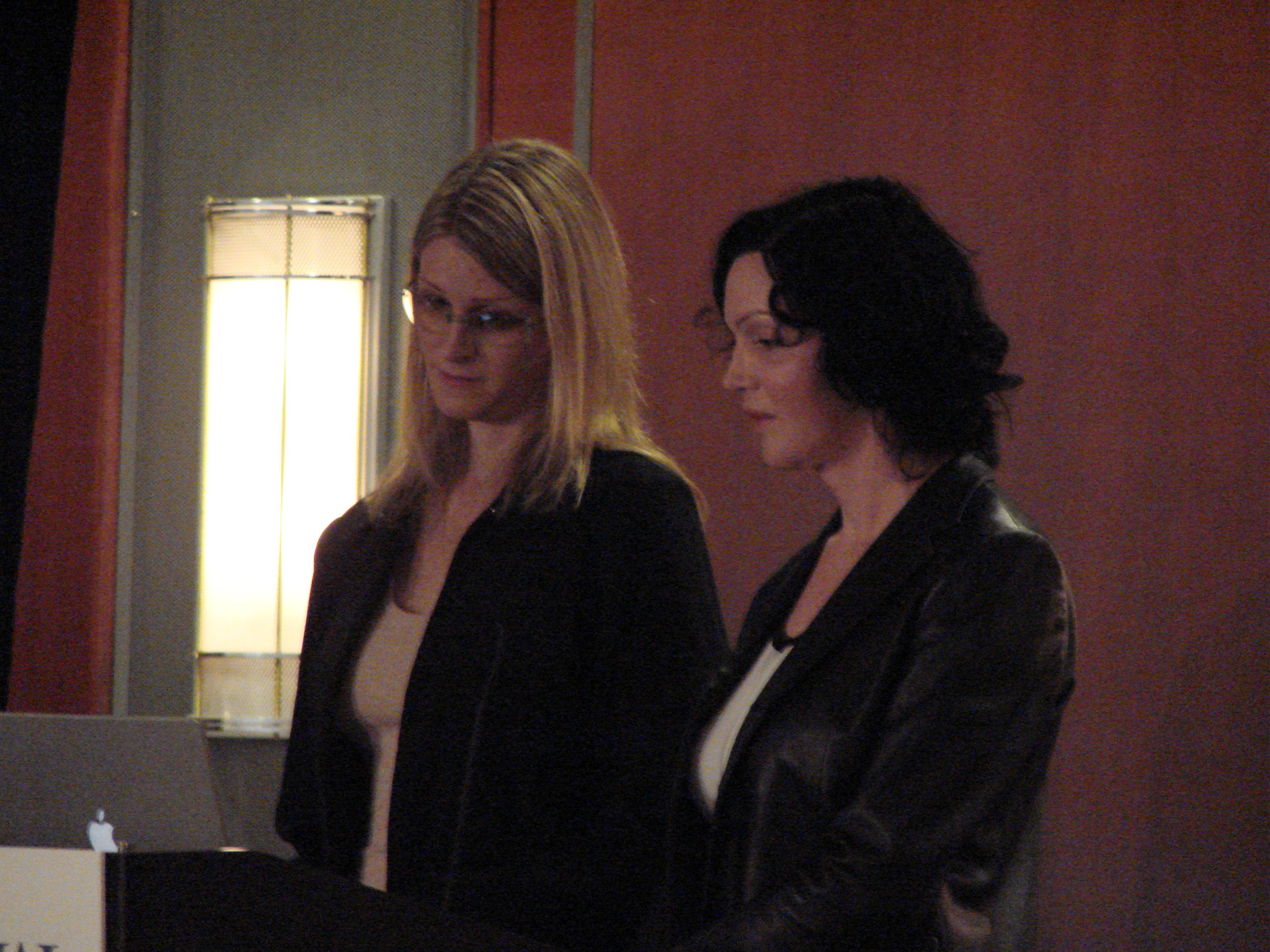
Джеймс та Кальпернія Адамс на Out and Equal Workplace Summit

Джеймс писала про права споживачів, технологію, поп-культуру та права ЛГБТ. Серед видань — Boing Boing, QuackWatch, eMedicine та The Advocate.
1996 року вона створила сайт Transsexual Road Map для трансгендерних людей, а пізніше — сайт HairFacts для видалення волосся та HairTell.
Разом із Лінн Конвей та Дейдрою Макклоскі, Джеймс була рушійною силою у суперечках довкола книги Дж. Майкл Бейлі «Чоловік, який буде королевою» (англ. The Man Who Would Be Queen) (2003). Кім Суркан (англ. Kim Surkan), професор гендерних досліджень сказав, що протести Джеймс та інших проти Бейлі «представляли собою один із найбільш організованих та об'єднаних прикладів трансгендерного активізму на цей момент».
У книзі Бейлі йдеться про дві форми транссексуальності: перша це гомосексуальність чоловіків, а друга — сексуальний інтерес чоловіків до того, щоб мати жіноче тіло. Таку категоризацію критики вважають неправильною та шкідливою. Джеймс написала, що ця книга є прикладом академічної експлуатації транссексуалів і «наративної терапії» на прикладі одного випадку про шестирічну дитину.
Суперечка загострилася, коли Джеймс опублікувала сатиричну сторінку на своєму сайті з фотографіями дітей Бейлі поряд із сексуально відвертими надписами, які цитували чи пародіювали матеріал у книзі Бейлі. Бейлі звинуватив її у домаганнях, що зробила також Еліс Дрегер (англ. Alice Dreger), співробітниця Бейлі з Північно-західного університету; Дрегер намагалася перешкодити Джеймс говорити в університетському містечку про суперечку. Джеймс відповіла, що сторінка відображала неповагу Бейлі до трансгендерних дітей.
У 2004 році Джеймс заснувала неприбутковий фонд GenderMedia. 2007 року вона була призначена до складу Ради директорів TransYouth Family Allies, неприбуткової організації, що підтримує трансгендерну молодь та їхні сім'ї, а в 2008 році вона ввійшла до складу Ради директорів Outfest, де вона брала участь у реставрації документального фільму Квінсі Queens at Heart.